# Tito Santana
Tito Santana, ring name di Merced Solis (Mission, 10 maggio 1953), è un ex wrestler statunitense.
Solis è a tutti gli effetti un cittadino statunitense, essendo nato e cresciuto a Mission, Texas; le sue origini messicane lo hanno però ben presto portato ad esibirsi con il ring name di Tito Santana, annunciato come proveniente da Toluca, Messico, mossa che lo ha aiutato a diventare un vero e proprio idolo dei fan ispanici. Dopo una breve avventura nel football americano, Solis passa al wrestling. Fa esperienza in numerosi territori NWA e AWA, dove lotta senza fortuna contro il campione Nick Bockwinkel.

## Carriera

### WWF e AWA (1979-1984)
Nel 1979 Tito approda alla WWF, dove raggiunge il successo nella categoria tag team facendo coppia con il polacco Ivan Putski. I due dominano la divisione tag team per diversi mesi, strappando le cinture ai Valiant Brothers e conquistando il premio PWI Tag Team of The Year.
Nella primavera del 1980 i Wild Samoans sottraggono loro le cinture e poco dopo Santana torna alla AWA. Anche qui continua a lottare in coppia ma si mette in luce anche da singolo grazie alle rivalità con Jesse Ventura, Big John Studd e di nuovo Nick Bockwinkel.
Nel 1983 torna alla WWF. Nel secondo stint a Stamford, Santana fornisce prestazioni così convincenti che molto spesso i suoi incontri sono i più lunghi degli show e terminano con pareggi per limite di tempo, perché pochi come lui sono capaci di mantenere viva l'attenzione della folla così a lungo.
L'anno successivo entra nella lotta per le cinture. Fallito l'assalto al WWF title di The Iron Sheik, Tito si concentra sul titolo intercontinentale in mano a Don Muraco e riesce a conquistarlo l'11 febbraio 1984 a Boston. Nei mesi successivi affronta diversi sfidanti: il più insidioso è senza dubbio Greg "The Hammer" Valentine. I due si danno battaglia innumerevoli volte nel corso del successivo anno e mezzo, mettendo in scena sfide sempre molto apprezzate dal pubblico. Il 13 ottobre 1984 Valentine batte Santana approfittando di un infortunio al ginocchio del campione. Per nulla scoraggiato, Tito torna dopo essersi operato e si rimette alla caccia della cintura.

### Periodo 1985-87
Nella prima WrestleMania si impone su The Executioner sottomettendolo alla Figure Four leg lock, non a caso la mossa preferita di The Hammer. Il 23 luglio, nel programma tv Prime Time Wrestling, viene trasmesso l'incontro che segna la fine del lungo feud con Valentine: Tito si impone in uno Steel Cage Match e riconquista la cintura Intercontinentale, che viene successivamente distrutta dal rivale.
Con una cintura da campione nuova di zecca alla vita, il wrestler di origine messicana deve affrontare un altro pericoloso sfidante: Macho Man Randy Savage. Resiste un paio di mesi ma è costretto ad abdicare nel corso di Prime Time Wrestling del 24 febbraio 1986: Savage lo batte colpendolo con un tirapugni, assecondato dal discusso arbitro Danny Davis che pochi mesi dopo verrà sospeso per le sue azioni a favore degli heel.

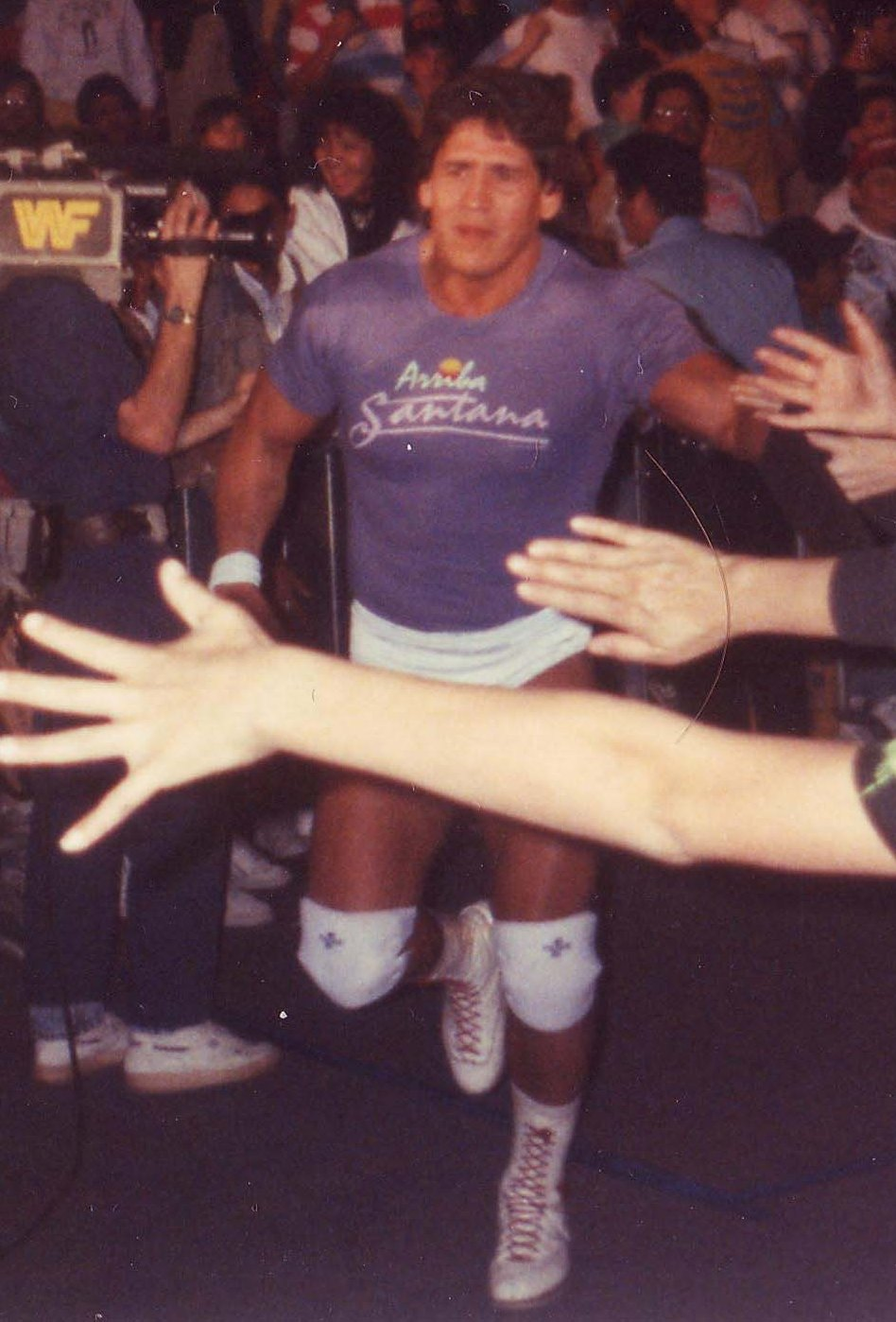
Santana durante uno show negli anni 80

A WrestleMania 2 perde, in coppia con Junkyard Dog, contro The Funks (Terry Funk e Hoss Funk). La rivalità con Savage va avanti per molti mesi ma Santana non riesce a riprendersi l'alloro. A marzo del 1987, durante Saturday Night's Main Event, affronta la Hart Foundation per i titoli tag team, senza successo. Scoppia però una rivalita con i clienti di Jimmy Hart che porta alla sfida di WrestleMania III fra Hart Foundation & Danny Davis e British Bulldogs & Tito Santana, vinta in modo irregolare dagli heel.
Nell'estate 1987 Tom Zenk lascia la WWF e il suo partner Rick Martel, con cui formava la Can -Am Connection, rimane da solo. La federazione decide di mettere insieme Martel e Santana e forma una nuova coppia chiamata Strike Force. Atletici e spettacolari, i due si trovano a meraviglia e hanno un immediato successo di pubblico. Il 7 novembre, nello show tv Superstars of Wrestling, sconfiggono la Hart Foundation conquistando il WWF Tag Team Championship.

### Periodo 1988-1989
Mantengono i titoli per cinque mesi ma a WrestleMania IV i Demolition, con l'aiuto del manager Mr.Fuji, li sconfiggono. Provano a riconquistarli in diverse occasioni ma le scorrettezze dei Demolition glielo impediscono fino a quando la coppia è forzatamente costretta a dividersi a causa di un presunto infortunio a Rick Martel. Santana si ritrova da solo e ai margini degli show.
All'inizio del 1989 Martel torna come wrestler singolo ma Tito lo convince a riformare gli Strike Force. La squadra si ricompone a WrestleMania V, dove i due affrontano i Brain Busters. Nel corso della sfida, Santana colpisce per errore Martel con il flying forearm, la sua mossa finale. Poco dopo, Martel abbandona Tito sul ring permettendo una facile vittoria agli avversari. Dopo l'incontro, Martel dichiara di essere stanco di sopportare il peso di una zavorra come Santana, secondo lui l'anello debole del team e dichiara di essere pronto ad un luminoso futuro da wrestler singolo. Come prevedibile, fra i due nasce un feud particolarmente cruento. A SummerSlam, Rick Martel e i Rougeau Brothers battono Santana e i Rockers. In ottobre, a Saturday Night Main Event, la prima importante sfida fra i due termina in doppia squalifica. Prima delle Survivor Series, Martel cambia la sua gimmick diventando The Model e Santana vince il torneo King of the Ring superando Bad News Brown, Warlord, Akeem e in finale proprio Rick Martel. Nel PPV la sua squadra batte quella di The Model ma è proprio Martel ad eliminare Tito.

### Periodo 1990-1993
A WrestleMania VI perde contro The Barbarian. Due settimane più tardi è sconfitto a Prime Time Wrestling da Martel, che lo schiena dopo averlo accecato con il suo profumo Arrogance. Partecipa poi ad un torneo per il vacante titolo intercontinentale, ma perde in finale contro Mr. Perfect, aiutato dal suo nuovo manager Bobby Heenan. A Saturday's Night Main Event, nella rivincita, combatte un grande match andando più volte vicino al successo ma, grazie ad Heenan, Mr. Perfect esce ancora vincitore.
Per SummerSlam 1990 viene annunciata una nuova resa dei conti per gli ex Strike Force ma Rick The Model Martel si fa male e nella storyline decide di non partecipare al match sostenendo di dover assistere ad una sfilata di moda a Parigi. Nel PPV Santana perde contro Warlord. La lunga rivalità con l'ex compagno si chiude a novembre: The Model si impone a The Main Event 4 facendo cedere Tito alla Boston Crab.
A Survivor Series Santana è l'unico sopravvissuto del suo team e si qualifica per lo speciale main event con protagonisti tutti i sopravvissuti dei classici match ad eliminazione. Lui, Hulk Hogan e Ultimate Warrior sfidano cinque avversari: Million Dollar Man Ted DiBiase, Rick Martel, Warlord e Power and Glory. La squadra dei buoni vince, Santana elimina subito Warlord ma poco dopo viene schienato da DiBiase. A WrestleMania VII perde contro The Mountie, che lo tramortisce con il suo bastone capace di produrre scariche elettriche.
Dopo alcuni mesi d'assenza torna con una nuova gimmick: vengono mandati in onda filmati in cui Tito si allena per diventare un torero e da lì in poi ne indossa il classico costume e si presenta come "El Matador". Il nuovo personaggio non lo aiuta a tornare nel main event ma gli permette di presenziare agli show per altri due anni con regolarità. A WrestleMania VIII viene sconfitto da Shawn Michaels mentre a WrestleMania IX partecipa a un dark match battendo Papa Shango.
Lascia la WWF nell'estate del 1993 e l'8 agosto diventa ECW Champion ai danni di Don Muraco. Tito però per problemi con la dirigenza non si presenta il mese dopo per lottare contro lo sfidante Shane Douglas, lasciandogli così la cintura per forfait.

### Periodo 1994-2013
Negli anni successivi lotta in numerose federazioni indipendenti, vincendo diverse cinture. Fra il 1997 e il 1998 commenta in lingua spagnola gli show della WWF e il 10 gennaio 2000 fa un'apparizione nella WCW, a Nitro, battendo Jeff Jarrett con l'aiuto dell'arbitro speciale Chris Benoit. Dal 2004 è inserito nella WWE Hall of Fame. Pur continuando a combattere sporadicamente, Tito è attualmente un apprezzato insegnante di spagnolo ed educazione fisica e possiede insieme alla moglie un salone da parrucchiere.
Il 18 maggio 2013 viene ammesso nella Professional Wrestling Hall of Fame and Museum.

## Personaggio
- Mosse finali
  - El Paso de la Muerte[2] (Running leaping forearm smash alla testa dell'avversario in corsa) – (1991–1993)
  - Figure-four leglock
  - Flying forearm smash

## Titoli e riconoscimenti
Eastern Championship Wrestling

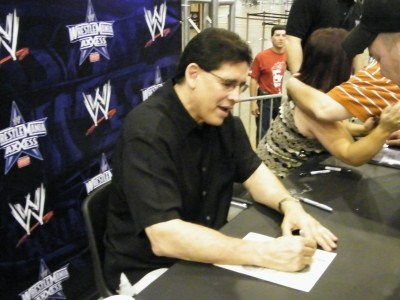
Tito Santana nel 2009

- ECW World Heavyweight Championship (1)

Professional Wrestling Hall of Fame and Museum
- Classe del 2013

Pro Wrestling Illustrated
- 134º tra i 500 migliori wrestler singoli nella PWI 500 (1991)
- 65º tra i 500 migliori wrestler singoli nella PWI 500 (1992)
- 93º tra i 500 migliori wrestler singoli nella "PWI Years" (2003)
- PWI Tag Team of the Year (1979)  con Ivan Putski.

World Wrestling Federation/Entertainment
- WWF Intercontinental Championship (2)
- WWF Tag Team Championship/WWF World Tag Team Championship (2 – 1 con Ivan Putski - 1 con Rick Martel)
- WWE Hall of Fame (2004)
- King of the Ring (1989)